# Campeonato Sergipano de Futebol Feminino de 2018
O Campeonato Sergipano Feminino de 2018 foi a 3ª edição do torneio e corresponde à primeira divisão do futebol do estado de Sergipe em 2018.

## Regulamento
O Campeonato Sergipano de Futebol Feminino da Série A-1 de 2018 foi disputado em três fases:
- a) 1ª Fase – Classificatória
- b) 2ª Fase – Semifinal
- c) 3ª Fase – Final

Na primeira fase, Classificatória, serão três grupos com três clubes cada, as equipes jogaram entre si partida de ida onde Grupo A enfrenta o Grupo B e o Grupo C x o Grupo D. Classificaram-se para a semifinal (segunda fase) as melhores equipes de cada grupo e o melhor segundo colocado. A Grande Final será disputada em duas partidas, nas quais os vencedores das semifinais farão em dois jogos a disputa do título.

### Critério de desempate
Os critério de desempate foram aplicados na seguinte ordem:
1. Maior número de vitórias
2. Maior saldo de gols
3. Maior número de gols pró (marcados)
4. Maior número de gols contra (sofridos)
5. Confronto direto
6. Sorteio

## Equipes Participantes
Abaixo a lista dos participantes do campeonato que acontecera no segundo semestre de 2018. As equipes tem sua participação confirmada pela Federação Sergipana de Futebol e poderá haver desistência de algum clube até o inicio da competição.
- CTB ^ : O Coritiba-SE desistiu da competição e irá perder seus jogos por W.O e um placar de 3x0 para os adversários.
- ZEB ^ : O Zebra desistiu da competição e irá perder seus jogos por W.O e um placar de 3x0 para os adversários.

## Primeira Fase
O departamento técnico da Federação Sergipano de Futebol (FSF), divulgou os grupos e as rodadas da primeira fase, do Campeonato Sergipano de Futebol Feminino através do seu site. O estadual vai começar no dia 2 de novembro. Das 12 equipes que protocolaram ofício na secretaria da FSF para participarem do estadual, todas foram credenciadas a disputarem o certame .

### Grupo A
| Pos | Times        | Pts | J | V | E | D | GP | GC | SG |
| --- | ------------ | --- | - | - | - | - | -- | -- | -- |
| 1   | Real Sergipe | 9   | 3 | 3 | 0 | 0 | 6  | 0  | +6 |
| 2   | Força Jovem  | 7   | 3 | 2 | 1 | 0 | 5  | 1  | +4 |
| 3   | Socorrense   | 6   | 3 | 2 | 0 | 1 | 7  | 3  | +4 |

| Pos | 1ª  | 2ª  | 3ª  |
| --- | --- | --- | --- |
| 1   | RSE | RSE | RSE |
| 2   | FJV | FJV | FJV |
| 3   | SOC | SOC | SOC |

### Grupo B
| Pos | Times            | Pts | J | V | E | D | GP | GC | SG |
| --- | ---------------- | --- | - | - | - | - | -- | -- | -- |
| 1   | Desportiva Barra | 3   | 3 | 1 | 0 | 2 | 2  | 3  | -1 |
| 2   | Santos Dumont    | 1   | 3 | 0 | 1 | 2 | 1  | 5  | -4 |
| 3   | Zebra            | 0   | 3 | 0 | 0 | 3 | 0  | 9  | -9 |

| Pos | 1ª  | 2ª  | 3ª  |
| --- | --- | --- | --- |
| 1   | DBA | DBA | DBA |
| 2   | SDM | SDM | SDM |
| 3   | ZEB | ZEB | ZEB |

### Grupo C
| Pos | Times                | Pts | J | V | E | D | GP | GC | SG |
| --- | -------------------- | --- | - | - | - | - | -- | -- | -- |
| 1   | Canindé              | 9   | 3 | 3 | 0 | 0 | 10 | 1  | +9 |
| 2   | Força Jovem Aquidabã | 0   | 3 | 0 | 0 | 3 | 0  | 7  | -7 |
| 3   | Coritiba-SE          | 0   | 3 | 0 | 0 | 3 | 0  | 9  | -9 |

| Pos | 1ª  | 2ª  | 3ª  |
| --- | --- | --- | --- |
| 1   | CAN | CAN | CAN |
| 2   | AQU | AQU | AQU |
| 3   | COR | COR | COR |

### Grupo D
| Pos | Times           | Pts | J | V | E | D | GP | GC | SG |
| --- | --------------- | --- | - | - | - | - | -- | -- | -- |
| 1   | Boca Júnior     | 6   | 3 | 2 | 0 | 1 | 7  | 3  | +4 |
| 2   | Olímpico        | 6   | 3 | 2 | 0 | 1 | 4  | 2  | +2 |
| 3   | Rosário Central | 6   | 3 | 2 | 0 | 1 | 6  | 5  | +1 |

| Pos | 1ª  | 2ª  | 3ª  |
| --- | --- | --- | --- |
| 1   | BOC | OLI | BOC |
| 2   | OLI | BOC | OLI |
| 3   | RCE | RCE | RCE |

## Fase Final
Em itálico, os times que possuem o mando de campo no primeiro jogo do confronto e em negrito os times classificados.
|  | Semifinais       | Semifinais | Semifinais | Semifinais |       |              | Final | Final | Final | Final |
|  |                  |            |            |            |       |              |       |       |       |       |
|  | Boca Júnior      | 1          | —          | 1          |       |              |       |       |       |       |
|  | Real Sergipe     | 2          | —          | 2          |       |              |       |       |       |       |
|  | Real Sergipe     | 2          | —          | 2          |       | Real Sergipe | 1     | 0     | 1 (3) |       |
|  |                  |            |            |            |       | Real Sergipe | 1     | 0     | 1 (3) |       |
|  |                  | Canindé    | 0          | 1          | 1 (1) |              |       |       |       |       |
|  | Desportiva Barra | Canindé    | 0          | 1          | 1 (1) | 0            | —     | 0     |       |       |
|  | Desportiva Barra |            |            |            |       | 0            | —     | 0     |       |       |
|  | Canindé          | 3          | —          | 3          |       |              |       |       |       |       |

### Finais
- A equipe do Real Sergipe, após a partida foi constatado que a equipe campeã colocou em campo uma jogadora irregular. O caso foi julgado pelo Tribunal de Justiça Desportiva (TJD) de Sergipe e o Real Sergipe foi punido com a perda de seis pontos mais uma multa no valor de 100 reais. O clube foi enquadrado no artigo 214, da Código Brasileiro de Justiça Desportiva (CBJD) [3].

## Classificação Geral
- A equipe do Real Sergipe foi punida porque colocou em campo uma jogadora irregular, o caso foi julgado pelo Tribunal de Justiça Desportiva (TJD) de Sergipe e a equipe foi punido com a perda de seis pontos mais uma multa no valor de 100 reais. O clube foi enquadrado no artigo 214, da Código Brasileiro de Justiça Desportiva (CBJD).